# Герб Лальска
Герб Лальска — опознавательно-правовой знак, составленный в соответствии с правилами геральдики, символ Лальского городского поселения, посёлка городского типа в Лузском районе Кировской области.

## Описание герба
Описание герба:
В золотом поле две пурпурные положенные в пояс куньи шкуры, одна над другой.

## Обоснование символики
Обоснование символики герба:
Герб Лальского городского поселения создан на основе исторического герба города Лальска Вологодского наместничества, Высочайше утверждённого 2 октября 1780 года, подлинное описание которого гласит: «Въ первой части щита гербъ Вологодскiй. Во второй части двѣ куничьих кожи, въ золотомъ полѣ. Въ знакъ того, что сего города жители производятъ знатный торгъ мягкою рухлядью». Лальск был основан, согласно Устюжским летописям, в 1570 году, новгородцами, бежавшими в северные лесные края, спасаясь от гнева царя Ивана Грозного. Первое подробное описание Лальска в письменных источниках — это запись в переписных книгах Усольского (Сольвычегодского) уезда. Населением были в основном торговцы и мелкие ремесленники. Экономический расцвет Лальска приходится на 2-ю половину XVIII века. Из Китая через Лальск везли чай, фарфоровую посуду, жемчуг и шёлковые ткани, из Сибири — шкурки пушных зверей, из Архангельска — рыбу, деревянное масло, сукно, олово, вино «ренское», из Вятки — хлеб. В 1725 году указом Петра I Лальск был переименован в посад. В 1780 году указом императрицы Екатерины II был учреждён Лальский уезд, а Лальск назначен городом и уездным центром. Но в 1796 году Лальский уезд был упразднён, а Лальск с 1805 года стал заштатным городом Устюжского уезда Вологодской губернии. Использование исторического герба символизирует преемственность поколений и бережное отношение к своему прошлому местных жителей.
Золото — символ богатства, урожая, стабильности, уважения и интеллекта.
Пурпур — символ власти, славы, почета, благородства происхождения, древности.

## История создания
- 10 октября 2018 — герб поселения утверждён решением Совета депутатов муниципального образования Лальское городское поселение № 18-95/2. Авторскую группу по разработке герба составили: реконструкция герба — Евгений Дрогов (Киров), Константин Моченов, Вячеслав Мишин (оба — Химки); художник — Оксана Фефелова (Балашиха); компьютерный дизайн — Наталья Кудря (Москва).[1].
- Герб Лальского городского поселения включён в Государственный геральдический регистр Российской Федерации под № 12099[1].

## Исторический герб

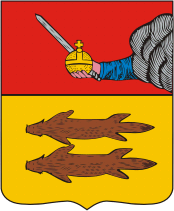
Герб Лальска
(1780 год)

В 1780 году Лальск стал уездным городом Лальского уезда Вологодского наместничества. Герб Лальска был Высочайше утверждён императрицей Екатериной II 2 (13) октября 1780 года вместе с другими гербами городов Вологодского наместничества  (ПСЗ, 1780, Закон № 15069).

Описание герба:
Две куничьи кожи в золотом поле. В знак того, что сего города жители производят знатный торг мягкой рухлядью. В верхней части щита — Герб Вологды: «В червлёном поле щита видна выходящая из облака рука, держащая золотую державу с серебряным мечом».
В 1927 году Лальск потерял статус города и стал посёлком. В 1941 году посёлок был передан в состав Кировской области. В 2006 году было образовано Лальское городское поселение.